# Rozwadów
Rozwadów (en yiddish: ראָזוועדאָוו - Rozvedov) es un barrio periférico de Stalowa Wola, Polonia. 

## Historia
Fundado como ciudad en 1690, fue incorporado a Stalowa Wola, en 1973. El suburbio Rozwadów de Stalowa Wola incluía un próspero shtetl de judíos antes de la Segunda Guerra Mundial, estrechamente comunicadas a las comunidades judías de Tarnobrzeg y otras shtetls cercanas como las de Ulanów, Mielec, y Dzików. Estas comunidades, impregnada de vitalidad antes de 1939, fueron destruidas totalmente durante el Holocausto. Rozwadow es también un importante nudo ferroviario (estación de PKP).

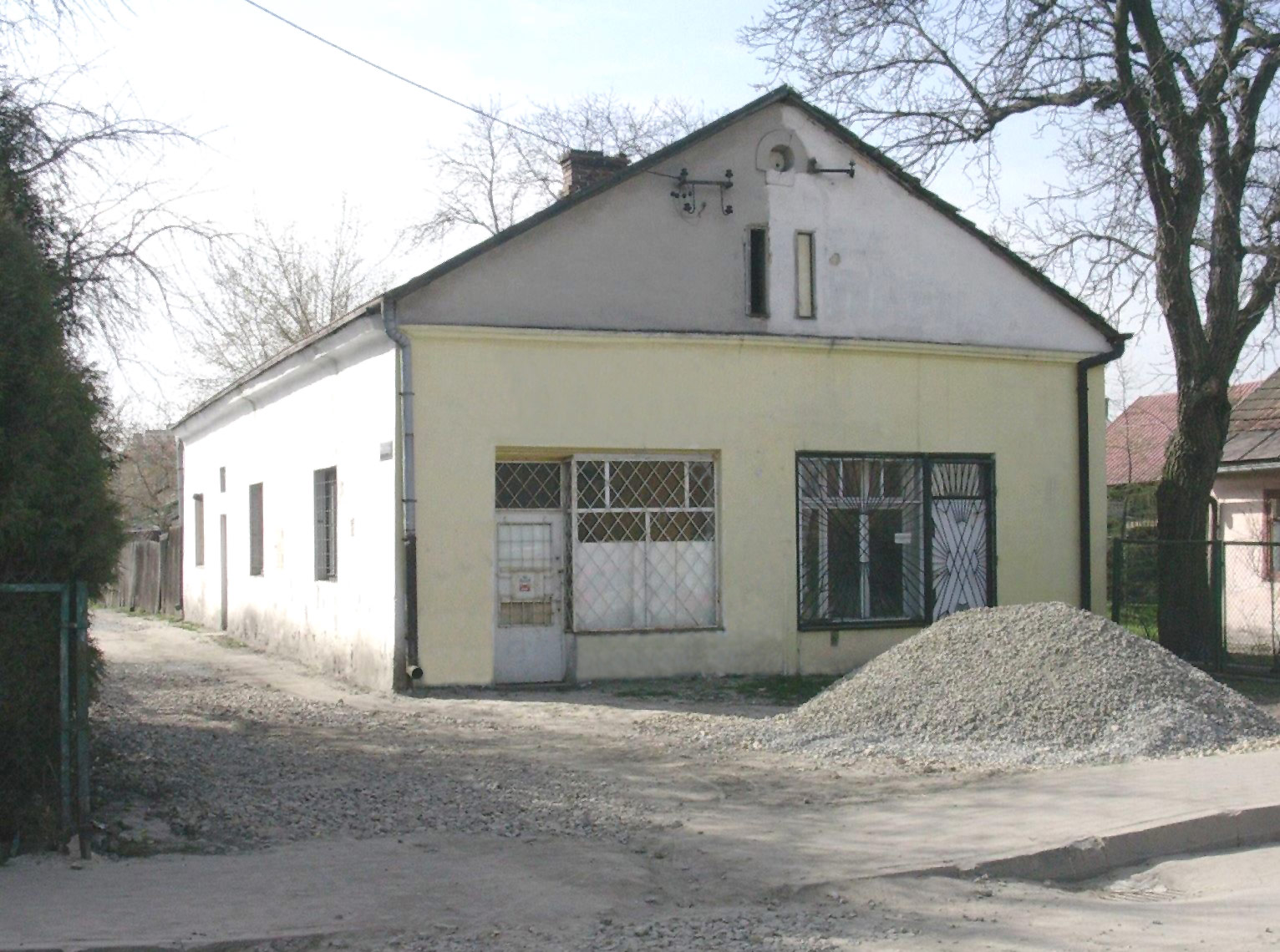
Restos de una sinagoga anterior a la Segunda Guerra Mundial en Rozwadów